# 李书全
李书全（1917年—1986年），中国人民解放军将领、中国人民解放军开国少将。
曾任中国人民解放军兰州军区炮兵政治部主任。1955年，授予中国人民解放军少将。